# Agathia siren
Agathia siren là một loài bướm đêm trong họ Geometridae.